# Монте Сан Вито
Монте Сан Вито (итал. Monte San Vito) насеље је у Италији у округу Анкона, региону Марке.
Према процени из 2011. у насељу је живело 1459 становника. Насеље се налази на надморској висини од 139 м.

## Становништво
Према резултатима пописа становништва 2011. у општини је живело 6.706 становника.
| 1931. | 1936. | 1951. | 1961. | 1971. | 1981. | 1991. | 2001. | 2011. |
| ----- | ----- | ----- | ----- | ----- | ----- | ----- | ----- | ----- |
| 4.534 | 4.665 | 4.669 | 4.352 | 3.770 | 3.912 | 4.266 | 5.530 | 6.706 |